# Paul Palén
Anders Gustaf Paulus (Paul)  Palén, född 4 april 1881 i Garpenbergs församling, Kopparbergs län, död 23 oktober 1944 i Saltsjöbadens församling i Stockholms län, var en svensk ingenjör och sportskytt som deltog i olympiska sommarspelen 1912 i Stockholm. Där blev han individuell silvermedaljör i duellpistol och ingick även i det segrande svenska laget.
Paul Palén var son till kontraktsprosten Samuel Gustaf Palén och dotterson till Anders Nystedt. Han avlade mogenhetsexamen i Västervik 1899 och utexaminerades från Tekniska högskolans fackavdelning för kemi och kemisk teknologi 1904. Efter ett par kortare anställningar i Sverige begav han sig 1905 till USA, där han var ritare, provningsingenjör och kemist vid olika gruvföretag. 1912 var  Palén driftsbestyrer vid Kristiansands nikkelraffineringsverk i Nakkerud, 1912–1916 chefskemist vid LKAB och 1916–1920 ingenjör vid AB Kopparextraktion i Stockholm. 1920–1923 var han ingenjör vid Patent AB Jungnerkali. 1923 lämnade han befattningen och blev överingenjör vid Skellefteå gruvaktiebolag. När detta bolag sammaslogs med Västerbottens gruvaktiebolag under namnet Bolidens gruvaktiebolag, blev Palén överingenjör vid det nya bolaget, en befattning han innehade till 1941 då han pensionerades. Som överingenjör vid Boliden ledde han bland annat planeringen och uppförandet av smältverket i Rönnskär. Han var även verksam som konsulterande metallurg samt från 1938 som speciallärare i metallhyttkonst vid Tekniska högskolan. Palén var bland annat medarbetare i Uppfinningarnas bok (1928). Han innehade flera förtroendeuppdrag inom den svenska skytterörelsen.